# John Kordic
John Kordic (Edmonton, 22. ožujka 1965. – Quebec City, 8. kolovoza 1992.), kanadski hokejaš na ledu hrvatskoga podrijetla. 
Igračka karijera mu je trajala od 1982. do 1992. godine. Igrao je na položaju napadača. Odlikovala ga je velika tjelesna snaga.
Igrao je u Portland Winter Hawksima od 1982. do 1984. u WHL-ligi.
1983. godina izabrali su ga Montreal Canadiensi na izboru 1983. (eng. NHL Draft), u 4. krugu kao 78. igrača.
1984./85. igrao je u tri kluba, u Sherbrook Canadiensima u AHL-ligi, potom u Portland Winter Hawksima i Seattle Breakersima u WHL-ligi.
1985./86. igrao je u dva kluba, u Sherbrook Canadiensima u AHL]-ligi i Montreal Canadiensima u NHL-ligi, kada je i debitirao u toj ligi.
Za ista dva kluba je igrao i u 1986./87. godini.
1987./88. i 1988./89. igra za Montreal Canadiense, a tijekom 1988./89. prelazi u NHL-ligaša Toronto Maple Leafse, za koje igra i 1989./90. godine.
1990./91. igra za tri kluba, u AHL-ligašu Newmarket Saintsima, Toronto Maple Leafsima i Washington Capitalsima.
1991/92. igra za dva kluba, Cape-Breton Oilersima u AHL-ligi i u tadašnjem NHL-ligašu Quebec Nordiguesima.
Hrvatskoga je podrijetla; obitelj mu je iz mostarske okolice. Roditelji Ivan i Regina iselili su u Kanadu. Brat Dan također se bavio hokejom na ledu.

## Uspjesi
Osvajač Stanleyeva kupa s Montreal Canadiensima 1986. godine.

## Zanimljivosti
Ovaj igrač je svoju karijeru počeo kao vrstni strijelac. Međutim, nehokejaške stvari su obilježile njegovu karijeru.
Vodio je buran život. Na terenu je bio poznat po tučnjavama i bio je jedan od najžešćih hokejaša svih vremena. Ipak, smatra se da mu je uloga „nasilnoga igrača” nametnuta.
Upao je u naraštaj „Habs”-a iz 1986. koji je tada bio poznat po unosu droga i alkohola, koji su uz njegov porok od prvih igračkih dana, steroida, uništavali njegovo tijelo, psihu i život općenito. Nerijetki su bili nestanci po nekoliko dana. Na koncu su ga klubovi samo gledali zamijeniti za kojega drugoga igrača. Za to vrijeme, John je sa svojim ispadima sve više bio temom crnih kronika. Poslije očeve smrti 1989. godine, njegova ovisnost o drogama se pojačala.
Umro je od posljedica teškoga srčanoga udara, kada su ga pokušali svladati devetorica redarstvenika, koji su u njegovu hotelsku sobu upali pokušavajući ga smiriti. Neslužbeno je postojala informacija kako su organi reda u toj intervenciji primijenili prekomjernu silu. Službena potvrda za to nikada nije stigla, a slučaj je ubrzo zataškan.
Njegova smrt izazvala je velike polemike o uporabi droga i steroida u NHL–u.